# آئوگوستو کامینیتو
آئوگوستو کامینیتو (انگلیسی: Augusto Caminito؛ ۱ ژوئیه ۱۹۳۹ – ۲۳ اوت ۲۰۲۰) کارگردان، فیلم‌نامه‌نویس و تهیه‌کننده اهل ایتالیا بود.
از فیلم‌هایی که وی در آن‌ها نقش داشته‌است، می‌توان به رو به جلو… حرکت!، جون من یه چک بزن و گربه اشاره نمود.